# Hyphoraia paucimacula
Hyphoraia paucimacula är en fjärilsart som beskrevs av Franz Dannehl 1928. Hyphoraia paucimacula ingår i släktet Hyphoraia och familjen björnspinnare. Inga underarter finns listade i Catalogue of Life.